# Vajont (pel·lícula)
Vajont (títol original: Vajont - La diga del disonore) és una pel·lícula franco-italiana dirigida per Renzo Martinelli, estrenada l'any 2001. Ha estat doblada al català. Inspirada en els fets reals del desastre de la presa del Vajont.

## Argument
Itàlia, 1959, a la vall del Vajont, (Itàlia) s'està construint la presa més alta del món (163 metres) i es dona per descomptat que propiciarà el turisme i la prosperitat dels pobles circumdants.
Carlo Semenza, el més gran arquitecte d'embassaments al món de la Società Adriatica Di Elettricità (SADE), realitza l'obra de la seva vida, secundat per l'enginyer Alberico Biadene responsable del projecte, que promet de transformar l'economia d'Itàlia. A la vall de Vajont 
Malgrat allò, un esdeveniment de força mal auguri té lloc en el la construcció de l'embassament de Vajont: un esllavissament de terra a l'Embassament de Pontesei (de les mateixes característiques geològiques), no lluny d'allà, provoca una onada que s'emporta un obrer de la SADE. Altres estudis han demostrat que el Mont Toc, que voreja el llac de l'Embassament de Vajont, corria el perill d'enfonsar-se per la retenció d'aigua artificial, el que provocaria una ona devastadora que pot destruir els pobles més avall de l'embassament.
Només una periodista, Tina Merlin, que ha pres consciència del perill, fa de tot per impedir la posada en servei de l'embassament, però malgrat allò, les pressions econòmiques són enormes, i els treballs continuen…Quan l'obra arriba a més de cent metres d'altura, l'empresa descobreix una tremenda esquerda que podria provocar un enfonsament. Malgrat això, es decideix seguir endavant, sense pensar en les possibles conseqüències. El resultat és aterridor: el 9 d'octubre de 1963, la muntanya llisca cap a l'aigua a una velocitat de 80 quilòmetres per hora. Sis localitats queden inundades, deixant més de dos mil morts.

## Repartiment
- Michel Serrault: Carlo Semenza
- Daniel Auteuil: Alberico Biadene
- Laura Morante: Tina Merlin
- Jorge Perugorría: Olmo Montaner
- Anita Caprioli: Ancilla
- Leo Gullotta: Mario Pancini
- Philippe Leroy: Giorgio dal Piaz
- Jean-Christophe Brétigniere: Edoardo Semenza
- Nicola Di Pinto: Francesco Penta
- Federica Martinelli: Margherita
- Eleonora Martinelli: Giannina
- Maurizio Trombini: Desidera
- Bruno Bilotta: Remo
- Paco Reconti: Bertolissi
- Antonio Fabbri: el professor Ghetti

## Al voltant de la pel·lícula
El rodatge va tenir lloc d'agost a novembre de 2000 a Belluno, Pordenone, Roma (estudi), Treviso i Venècia.
El guió del film està inspirat en una catàstrofe real que va tenir lloc el 9 d'octubre de 1963 a l'Embassament de Vajont a Itàlia i que es va saldar per la mort de 2.200 persones.

## Banda original
- Stella, interpretat per Filippa Giordano
- Proteggimi, interpretat per Andrea Bocelli
- Villotta, interpretat per Gianni Fassetta
- Nostalgia, interpretat per Gianni Fassetta
- Come Prima, interpretat per Tony Dallara

## Premis
- Premi del jurat i nominació al premi del millor segon paper masculí per a Leo Gullotta i millors decorats, en els Premis David di Donatello l'any 2002.
- Premi del millor segon paper masculí per a Leo Gullotta i nominació al premi de la millor fotografia, pel Sindicat nacional italià dels crítics de films l'any 2002.